# امبوهیمانامبولا، بتافو
امبوهیمانامبولا، بتافو (به لاتین: Ambohimanambola, Betafo) یک سکونتگاه مسکونی در ماداگاسکار است که در واکینانکاراترا واقع شده‌است.

## خصوصیات
امبوهیمانامبولا ۲۱٬۰۰۰ نفر جمعیت دارد و ۱٬۲۲۴ متر بالاتر از سطح دریا واقع شده‌است.